# Edgar Quinteros
Edgar Roberto Quinteros Guardia (Oruro, 19 de julio de 1940-La Paz, 11 de diciembre de 2023) fue un futbolista boliviano que jugó en la posición de delantero.

## Carrera

### Clubes
| Club                   | País    | Año         |
| ---------------------- | ------- | ----------- |
| The Strongest de Oruro | Bolivia | 1955 - 1957 |
| San José               | Bolivia | 1958-1963   |
| Aurora                 | Bolivia | 1963-1964   |
| San José               | Bolivia | 1965        |
| 31 de Octubre          | Bolivia | 1965-1967   |
| Bolívar                | Bolivia | 1968-1974   |
| Litoral (Oruro)        | Bolivia | 1975-1977   |
| Oeste Petrolero        | Bolivia | 1978        |

## Selección nacional
Jugó para Bolivia en cinco ocasiones de 1963 a 1967 y participó en dos ediciones del Campeonato Sudamericano.

## Palmarés

### Club
- Primera División de Bolivia (2): 1963, 1968

### Selección nacional
- Campeonato Sudamericano (1): 1963